# Colonia del Río Orange
La Colonia del Río Orange fue la colonia británica creada después de que el Reino Unido ocupara por primera vez (1900) y luego anexara (1902) el independiente Estado Libre de Orange al término de la segunda guerra anglo-bóer. La colonia dejó de existir en 1910, cuando fue absorbida por la Unión Sudafricana como provincia del Estado Libre de Orange.

## Historia
Hubo dos presidentes del Estado Bóer, en el exilio desde 1900:
- 4 de marzo de 1896 - 31 de mayo de 1902: Marthinus Theunis Steyn (n. 1857 - f. 1916)
- 30 de mayo de 1902 - 31 de mayo de 1902 Christiaan Rudolph de Wet (n. 1854 - f. 1922), (ejerciendo por Steyn)

El mariscal de campo Lord Roberts emplazó la Union Jack sobre Bloemfontein el 28 de mayo de 1900, y la anexión se hizo oficial el 6 de octubre del mismo año.
Sir Alfred Milner (n. 1854 - f. 1925) fue el primer gobernador designado el 4 de enero de 1901, junto con Hamilton John Goold-Adams (n. 1858 - f. 1920) como teniente gobernador hasta el 23 de junio de 1902.
Posteriormente sólo fueron designados gobernadores:
- 21 de junio de 1902 - 1 de abril de 1905: el anteriormente citado Alfred Milner, Vizconde Milner
- 2 de abril de 1905 - 7 de junio de 1907: William Waldegrave Palmer, Earl de Selborne (n. 1859 - f. 1942)
- 7 de junio de 1907 - 31 de mayo de 1910 el precitado Sir Hamilton John Goold-Adams.

Hacia 1904 el sentimiento por alguna forma de autonomía crecía, creándose el partido Oranje Unie para promover la idea. Al año siguiente Lord Milner se retiró y Lord Selborne se convirtió en el nuevo gobernador. La colonia consiguió la autonomía en 1907, y el 27 de noviembre Abraham Fischer (n. 1850 - f. 1913, NPP) del Partido Oranje Unie fue su primer primer ministro (27 de noviembre de 1907 - 31 de mayo de 1910). En 1910 la colonia se unió a la Unión Sudafricana como la provincia del Estado Libre de Orange.